# Санта-Роза-ди-Лима (Сержипи)
Санта-Роза-ди-Лима (порт. Santa Rosa de Lima)  —  муниципалитет в Бразилии, входит в штат Сержипи. Составная часть мезорегиона Восток штата Сержипи. Входит в экономико-статистический  микрорегион Котингиба. Население составляет 3766 человек на 2006 год. Занимает площадь 66,2 км². Плотность населения — 56,89 чел./км².

## История
Город основан в 1953 году.

## Статистика
- Валовой внутренний продукт на 2004 составляет 12.813.585,00 реалов (данные: Бразильский институт географии и статистики).
- Валовой внутренний продукт на душу населения на 2004 составляет 3.450,08 реалов (данные: Бразильский институт географии и статистики).
- Индекс развития человеческого потенциала на 2000 составляет 0,628 (данные: Программа развития ООН).